# Sitaleki Timani
Pour les articles homonymes, voir Timani.

a Compétitions nationales et continentales officielles uniquement.

b Matchs officiels uniquement.
Dernière mise à jour le 13 juin 2023.
Sitaleki Timani, né le 19 septembre 1986 à Navutoka (Tonga), est un joueur international australien de rugby à XV jouant au poste de deuxième ligne à l'US Carcassonne depuis 2025. 
Il est le frère de Sione Timani (en) (né en 1984) et de Lopeti Timani (né en 1990), tous deux rugbymen.

## Biographie
Sitaleki Timani naît dans le village de Kolonga dans les îles Tonga. Il joue d'abord au football avant d'opter pour le rugby à XV. Il est sélectionné dans les équipes de jeunes de cette discipline à plusieurs reprises et en 2003, il gagne une bourse pour étudier à la Auckland Grammar School en Nouvelle-Zélande. Mais il déménage à nouveau et part en Australie à l'âge de 19 ans. Il y joue alors au rugby à XIII pour les Cronulla-Sutherland Sharks dans la Flegg Jersey competition de la National Rugby League en 2006 et en rugby league en 2007. Il revient au rugby à XV en 2007 et joue pour les Perth Spirit en Australian Rugby Championship puis pour les Western Force puis pour les Brumbies en Super 14. Il rejoint enfin les Waratahs en 2010.
Il connaît sa première sélection en équipe d'Australie le 17 juillet 2011 contre les Samoa. Il dispute le Rugby Championship en 2012 et 2013. 
Au printemps 2013, il signe un contrat avec le Montpellier HR mais il est au centre d'un imbroglio juridique et sportif et ne rejoint Montpellier qu'en décembre 2013.
Il joue à Montpellier pendant trois saisons, avant de rejoindre l'ASM Clermont en 2016. Avec cette équipe, il remporte le championnat dès sa première saison. En février 2021, au cours de sa cinquième saison à l'ASM, il est libéré de son contrat pour raisons personnelles, afin de se rapprocher de sa famille restée en Australie.
Peu après son départ de Clermont, il rejoint son ancienne équipe de la Western Force engagée en Super Rugby AU. Étant l'auteur de bonnes performances depuis son retour en Australie, il est retenu dans le groupe australien pour participer à la tournée estivale contre la France, pour la première fois depuis huit ans. Mais il ne joue finalement aucune rencontre. Le 17 février 2022, la Western Force libère Timani de son contrat puisque, refusant de se faire vacciner, il ne peut pas participer au Super Rugby AU.
Sans club depuis son départ de la Western Force, il signe finalement au Rugby Club toulonnais pour la saison 2022-2023.
Fin décembre 2022, il quitte le RCT, où il a effectué un bref passage, pour rejoindre le Stade français en tant que joker médical jusqu'à la fin de saison.
Courant juin 2023, il est annoncé qu'il rejoint le club du CA Brive évoluant en Pro D2 à partir de la saison 2023-2024.

## Statistiques en équipe nationale
- 18 sélections
- sélections par année : 1 en 2011, 9 en 2012, 8 en 2013

## Palmarès
- Vainqueur du Championnat de France en 2017 avec l'ASM Clermont Auvergne.
- Vainqueur du Challenge européen en 2016 avec le Montpellier HR et en 2019 avec l'ASM Clermont Auvergne.
- Finaliste du Championnat de France en 2019 avec l'ASM Clermont Auvergne.